# Moulin de Beuvry
Le Moulin de Beuvry, appelé aussi Moulin du Ballon, ou Moulin Buret, destiné à la mouture du blé est le dernier moulin du village encore debout, aujourd'hui monument historique, et propriété de la commune de Beuvry.

## Localisation
Ce monument est situé près de la rue Ampère, non loin de la rue de Lens (D943), à la limite de la commune de Labourse.

## Historique
On trouve dès le XIIIe siècle la présence d'un moulin à vent situé sur la motte du village.
En 1762, le moulin appartient à Mademoiselle de Ghistelles, Lorsqu'elle décède trois ans plus tard, ses biens reviennent à son neveu le prince Philippe de Ghistelles.
C'est près de cet ancien moulin qu'ont atterri les Frères Robert avec leur montgolfière, partis du Jardin des Tuileries à Paris, ils atterrissent en évitant de peu les ailes du moulin, le 19 septembre 1784. La motte est dès lors appelée le quartier du Ballon. Au même moment se tenait une réception au château du prince de Ghistelles, et chacun fut extrêmement surpris de ce spectacle. Le prince et son fils le prince de Richebourg signèrent un acte notarié pour attester de la véracité des faits, et donnèrent une série de fêtes en l'honneur des frères Robert. 
La révolution prive Philippe Alexandre Emmanuel de Ghistelles de ses Biens Nationaux, et une vente aux enchères qui a lieu le 12 vendémiaire de l'an 3 (3 octobre 1794), voit Antoine Dhoudain devenir le nouveau propriétaire pour la somme de 15 500 livres. 
Quelques années plus tard, le moulin sur pivot subit probablement les effets dévastateurs d'une tempête et sera remplacé par le moulin actuel. Le propriétaire de l’époque (1811), fait reconstruire en dur un moulin, qui servira à la meunerie et à l'alimentation des animaux. Plus tard, il deviendra la propriété de la famille Buret par le biais d’héritage. C'est à partir de ce moment qu'il est appelé Moulin Buret.
Les ailes du moulin tourneront jusqu'en 1900, date à laquelle ce dernier sera abandonné. Lors de la Première Guerre mondiale, sa structure renforcée fera de lui un blockhaus; il est alors dépossédé de ses ailes. Par la suite, il appartient à la Compagnie des mines de Vicoigne, puis la commune de Beuvry en fera l'acquisition en 1983. Il ne reste en 1970 que le gros œuvre, sans la charpente, mais le bon état général donne l'idée de la restauration entreprise par le biais de l'association ARAM, de 1985 à 1992 et subventionnée par la région, la Direction régionale des Affaires culturelles, et le Conseil départemental du Pas-de-Calais.

## Architecture
Assise sur une base en grès, la tour d'un diamètre extérieur de 9,20 m est réalisée en rouges barres, avec les traditionnelles briques rouges de la région alternées aux moellons de pierre calcaire. Le faîte est situé à 18,80 m et les ailes ont une envergure de 24,60 m. L'ensemble permettait à deux paires de meules, de 2 m de diamètre, de moudre le blé. Les travaux de restauration ont permis de remplacer le chemin de roulement ainsi que la charpente en chêne, la couverture en bardeaux de châtaignier est exécutée bénévolement par plusieurs équipes de jeunes Compagnons du Devoir du Tour de France. Les ailes sont installées en 1991, les voiles en 1992, et c'est le 25 octobre de cette même année que le moulin est inauguré.

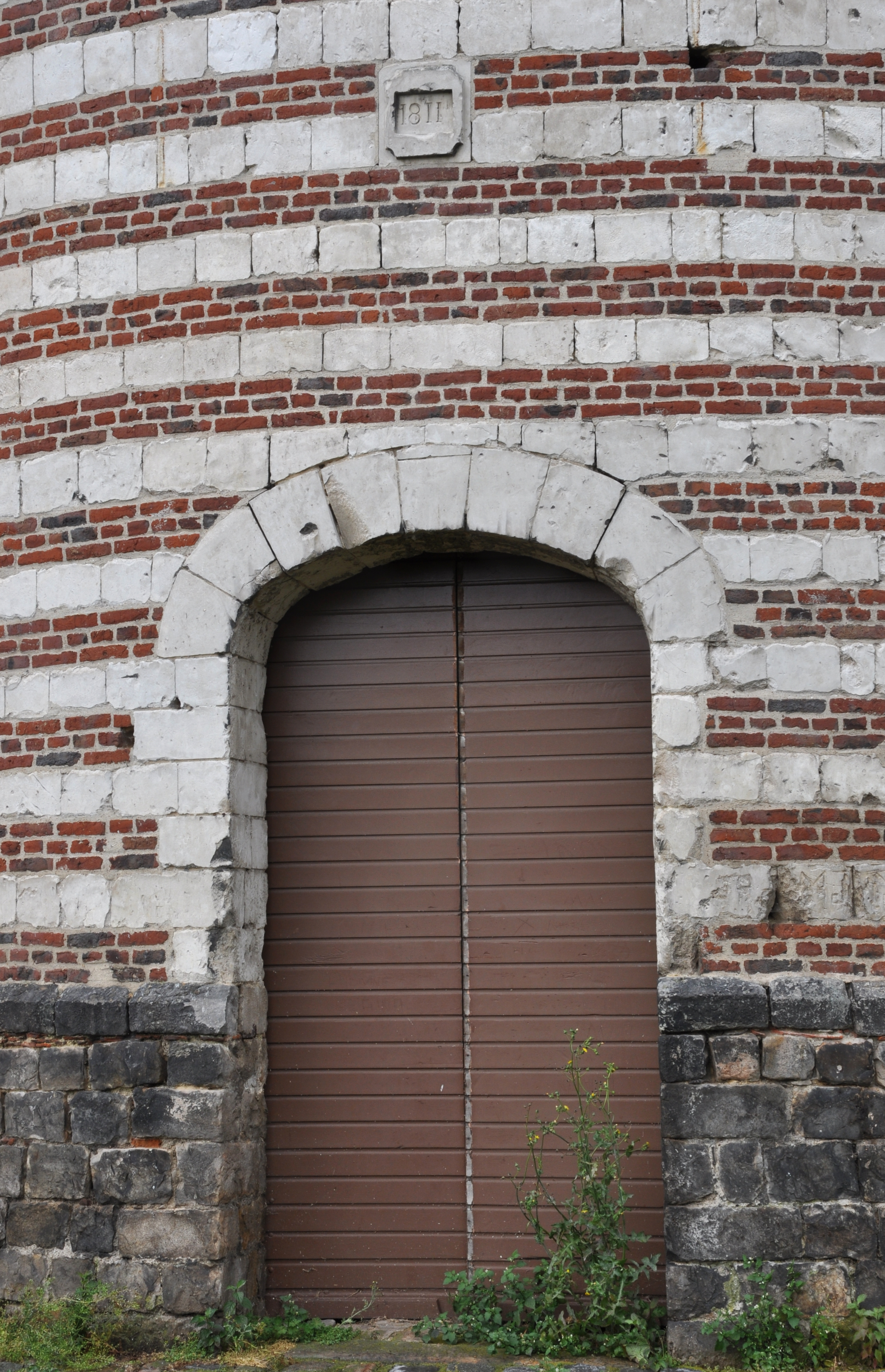
Détail de la façade avant.
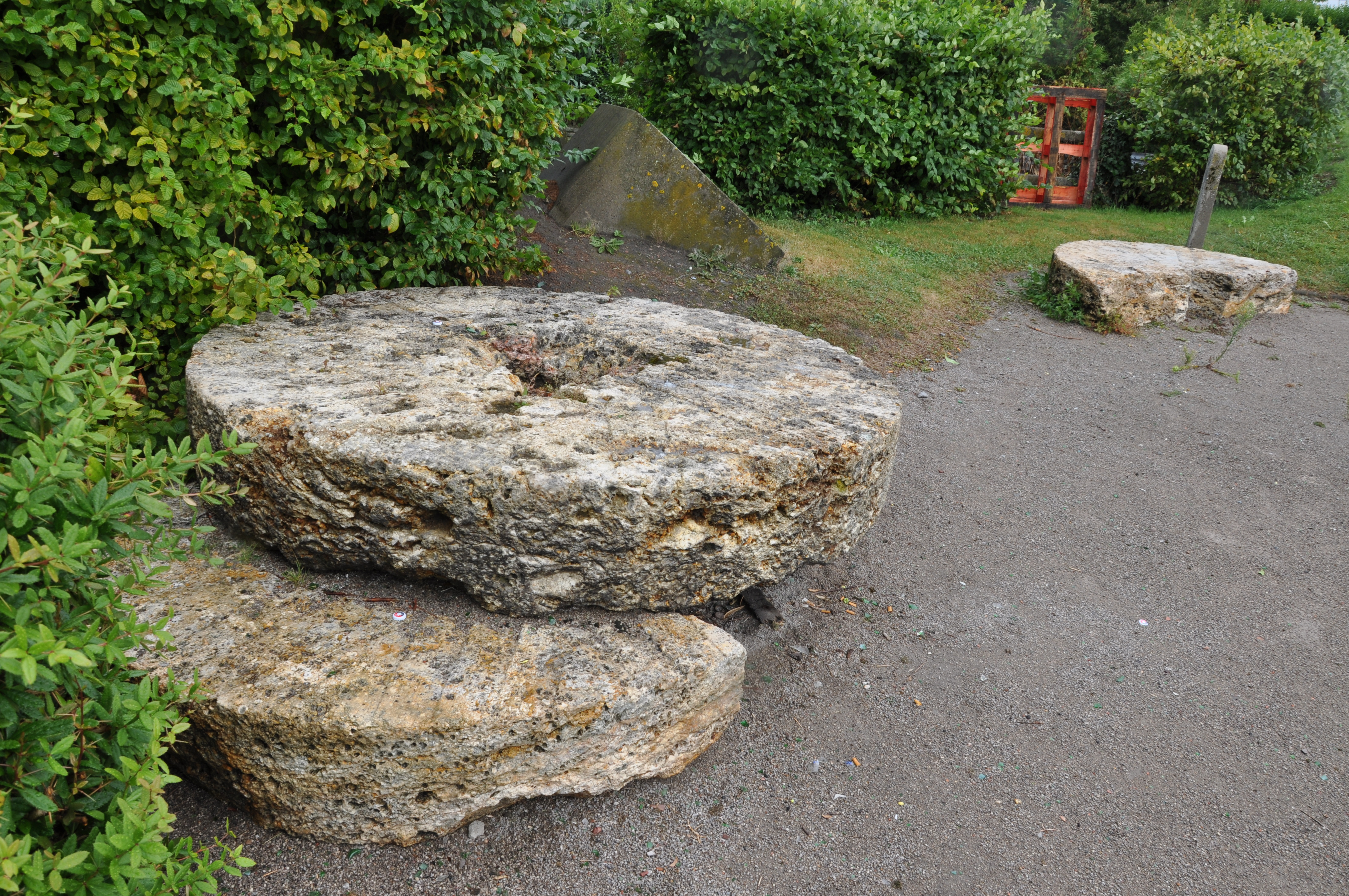
Une des deux paires de meules.

## Inscription sur la liste des Monuments historiques
L'ensemble du moulin fait l’objet d’une inscription au titre des monuments historiques depuis le 1er juillet 1987.